# Val Corcera
La Val Corcera è una valle situata nella provincia del Verbano-Cusio-Ossola, a cavallo fra le Alpi Cusiane e i Contrafforti valsesiani del Monte Rosa, interamente compresa nelle Alpi Pennine; è situata tra la Valle Strona (a ovest), la Valsesia (a sud-ovest) e la Val d'Ossola (a nord-ovest).

## Origine del nome
Prende il nome dal toponimo in dialetto del comune di Casale Corte Cerro: vàal dlä Cort Cèrä.

## Geografia

### Geografia fisica
La valle si eleva da un'altitudine minima di 195 metri a quella massima di 1702 metri ed è incastonata fra il Mottarone (complesso del Mergozzolo) e il monte Cerano; rappresenta l'alto Cusio ed è via di collegamento con Ossola e Verbano. Il territorio è attraversato dal tratto conclusivo dello Strona, il quale ingloba al proprio interno le acque della Nigoglia (unico emissario settentrionale del lago d'Orta) e altri rii (fra i quali Rio San Martino, Rio Inferno, Rio Bertogna) che discendono dalle ripide pendici del Mottarone e del Cerano. Nei pressi di Gravellona Toce, lo Strona si getta nel fiume Toce.

#### Geologia
La valle si inserisce nel contesto geologico del Dominio Sudalpino, a poca distanza dalla Linea insubrica (localizzata a 5 km ad Ovest). Nei pressi dello Strona, è presente una faglia subordinata ai due principali lineamenti tettonici del Cusio e del Verbano, rispettivamente la Linea Cossato-Mergozzo-Brissago (Linea CMB) e la Linea del Pogallo; questa faglia che si estende dal Montorfano al Lago d'Orta, separa la valle, in due zone geologiche diverse: ad Ovest (versante del Monte Cerano) la Zona Strona-Ceneri (litologie prevalemente gneissiche), ad Est (versante del Mergozzolo) la Serie dei Laghi (litologie prevalentemente granitiche).

### Geografia antropica
Lungo la zona pianeggiante della valle vi è stato un ampio sviluppo sia industriale, sia d'abitanti (nei 3 comuni che la costituiscono i residenti sono circa 26050 (il 16,6% della provincia del VCO). Il nucleo principale che costituisce la vallata è quello di Casale Corte Cerro; gli altri 2 comuni (Gravellona Toce ed Omegna), rientrano solo parzialmente nella valle, con alcune loro frazioni; se si considerassero esclusivamente i residenti veri e propri nella vallata il numero degli abitanti ammonterebbe a circa 8 000 abitanti.

#### Località Val Corcera
Le località che sono totalmente all'interno della vallata sono:
- Casale Corte Cerro (interamente)
- Gravellona Toce (frazione Granerolo)
- Omegna (frazioni Crusinallo, Gattugno e Verta)

## Storia

### Età antica
La valle fu abitata da popolazioni di origine celtica dal II millennio a.C.. Successivamente con l'avvento dell'Impero romano venne inglobata in esso attorno alla fine del I secolo a.C., di cui rimangono alcune testimonianze, come un'epigrafe funeraria, nei pressi di Casale. Nel corso del IV secolo d.C. venne invasa dai Barbari, insieme a tutta l'area cusiana.

### Medioevo
Gli albori del borgo di Cerro si intravidero con la costruzione di un castello, fra la piana del Toce e il Cerano, in epoca carolingia e con la successiva introduzione del feudalesimo nell'anno 800: nacque ufficialmente la corte di Cerro, governata dai Conti di Crusinallo. Il borgo, a partire dal 1013, fu oggetto di contesa.
Con la convenzione dell'11 agosto 1221 i nobili di Crusinallo danno Omegna e i limitrofi ai novaresi. Nel testo si legge: "Crusinallo - loco et villa seu burgo Vemeniœ - Castrum Desideratum (il Torrione di Omegna) - la Strona - Durantinus de ripa - Gravalona - Anagueglia (Nigoglia) - locus Bagnella - Ciserim - Cocarna superiore -  Cocarna inferiore (non Coquarna come nel Bescapè) - Cranna Gattugno - Bulio - Germagno - Noseto - Laurelia - Lizogno - Garnarolo.".
Contemporaneamente Cerro subì una importante crescita economica, interrotta però dalla guerra fra guelfi e ghibellini, il cui culmine giunse nel 1310, quando i ghibellini lo assalirono, lo incendiarono e lo distrussero.
Omegna fu investita il 22 marzo 1413 da Filippo Maria Visconti a Francesco Barbavara e passò in eredità prima ai Visconti Borromeo poi ai Borromeo Arese nel 1714 e alla famiglia rimase fino all'avvento dei giacobini francesi

### Ottocento
All'esordio di Napoleone Bonaparte la valle fu occupata dai francesi, poi dagli austriaci. In seguito il cantone d'Omegna, sottoposto al V distretto con sede ad Arona, fece parte del dipartimento dell'Agogna nella Repubblica Cisalpina. Dal 1805 i tre comuni entrarono a far parte del Regno d'Italia fino alla caduta di Napoleone; dopo il Congresso di Vienna questo territorio rientrò fra i possedimenti dei Savoia, e infine (1861) confluì nel Regno d'Italia

### L'epoca moderna
Da metà Ottocento vennero impiantate ad Omegna importanti fabbriche: la Ferriera, il Fabbricone (Angeli-Frua, Società per l'industria dei tessuti stampati S.p.A.). Agli albori del Novecento altri pionieri, come i Cane della Valle Strona, i Lagostina di Pedemonte (Gravellona Toce), trasformarono la valle in un vivace centro industriale, incrementandone la popolazione con mano d'opera immigrata (meridionale e veneta). Si svilupparono aziende specializzate nel lavoro del Marmo e Granito, insieme ad officine meccaniche ed elettriche.
Nel corso della seconda guerra mondiale vi furono numerosi scontri fra Nazisti e Partigiani, fino alla liberazione avvenuta il 24 aprile 1945.
Nel 1954, durante gli scavi per la costruzione di una casa nei pressi di Gravellona, furono ritrovati dei frammenti di ceramica. Iniziarono così delle ricerche, che si protrassero fino al 1959, che portarono alla luce numerose sepolture con relativi corredi funerari, resti di edifici, tratti di strada romana. Vennero ritrovati anche frammenti di selce lavorata del periodo neolitico e i resti di una palafitta.
Con il completamento del tratto Arona-SS33 dell'A26 nel 1995, la valle vide una veloce via di comunicazione verso Milano e Genova, con un incremento del turismo.

## Natura
- Laghi
  - Lago d'Orta

## Cultura

### Monumenti e luoghi d'interesse
- Musei
  - Museo della Latteria Turnaria, Casale Corte Cerro
  - Museo arti ed industria "Forum", Omegna
  - Museo Rodari, Omegna
- Borghi medievali e castelli
  - Porta Romana, Omegna
- Luoghi sacri
  - Santuario di San Fermo Martire, Crusinallo
  - Santuario del Getsemani, Casale Corte Cerro

### Enogastronomia
La specialità tipica è l'Amaro Mottarone, un liquore artigianale prodotto dal 1948.

## Demografia dei Comuni

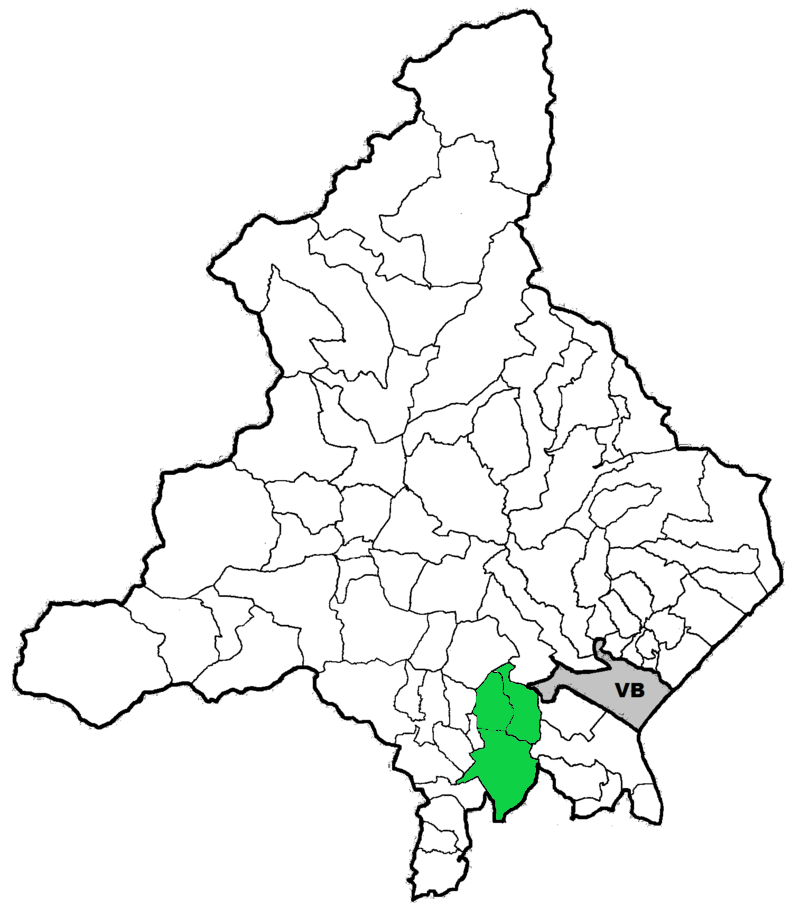
La Val Corcera (in verde) nel VCO

Nel dettaglio fanno parte della Val Corcera i seguenti 3 comuni (Popolazione residente al 30 novembre 2021 - Dato Istat): 
| Posizione    | Stemma | Città              | Popolazione (ab) | Superficie (km²) | Densità (ab/km²) | Altitudine (m s.l.m.) | Altitudine Minima (m s.l.m.) | Altitudine Massima (m s.l.m.) |
| ------------ | ------ | ------------------ | ---------------- | ---------------- | ---------------- | --------------------- | ---------------------------- | ----------------------------- |
| 1º           |        | Omegna             | 14 453           | 30,37            | 476              | 295                   | 248                          | 1437                          |
| 2º           |        | Gravellona Toce    | 7 658            | 14,21            | 539              | 211                   | 195                          | 1309                          |
| 3º           |        | Casale Corte Cerro | 3 395            | 12,52            | 271              | 372                   | 225                          | 1702                          |
| Totale Valle | –      | –                  | 25506            | 57,1             | 447              | -                     | 195                          | 1702                          |

## Trasporti

### Strade
Le principali strade sono:
- del Sempione (prosecuzione della  Genova Voltri-Gravellona Toce), che porta la classificazione di strada europea : Milano - Gravellona Toce - Domodossola - Confine di Stato di Iselle - Passo del Sempione.
- del Lago Maggiore: Gravellona Toce - Verbania - Cannero Riviera - Cannobio - Confine di Stato di Piaggio Valmara.
- del lago d'Orta: Novara - Borgomanero - Orta San Giulio - Miasino - Pettenasco - Omegna - Casale Corte Cerro - Gravellona Toce.

### Ferrovie
L'unica linea ferroviaria in uso che percorre la valle è:
- La linea "Domodossola-Novara" che collega l'Ossola con Novara. È una linea a binario singolo elettrificato, prevalentemente usata per i treni merci porta camion, diretti verso il nord Europa. Le stazioni sono Gravellona Toce, Crusinallo e Omegna.

### Tranvie
Nel 1913 Omegna venne collegata con Pallanza da una tranvia elettrica, fino alla chiusura avvenuta nel 1946; il percorso prevedeva fermate a Crusinallo e Gravellona Toce.